# 拿铁玛琪雅朵

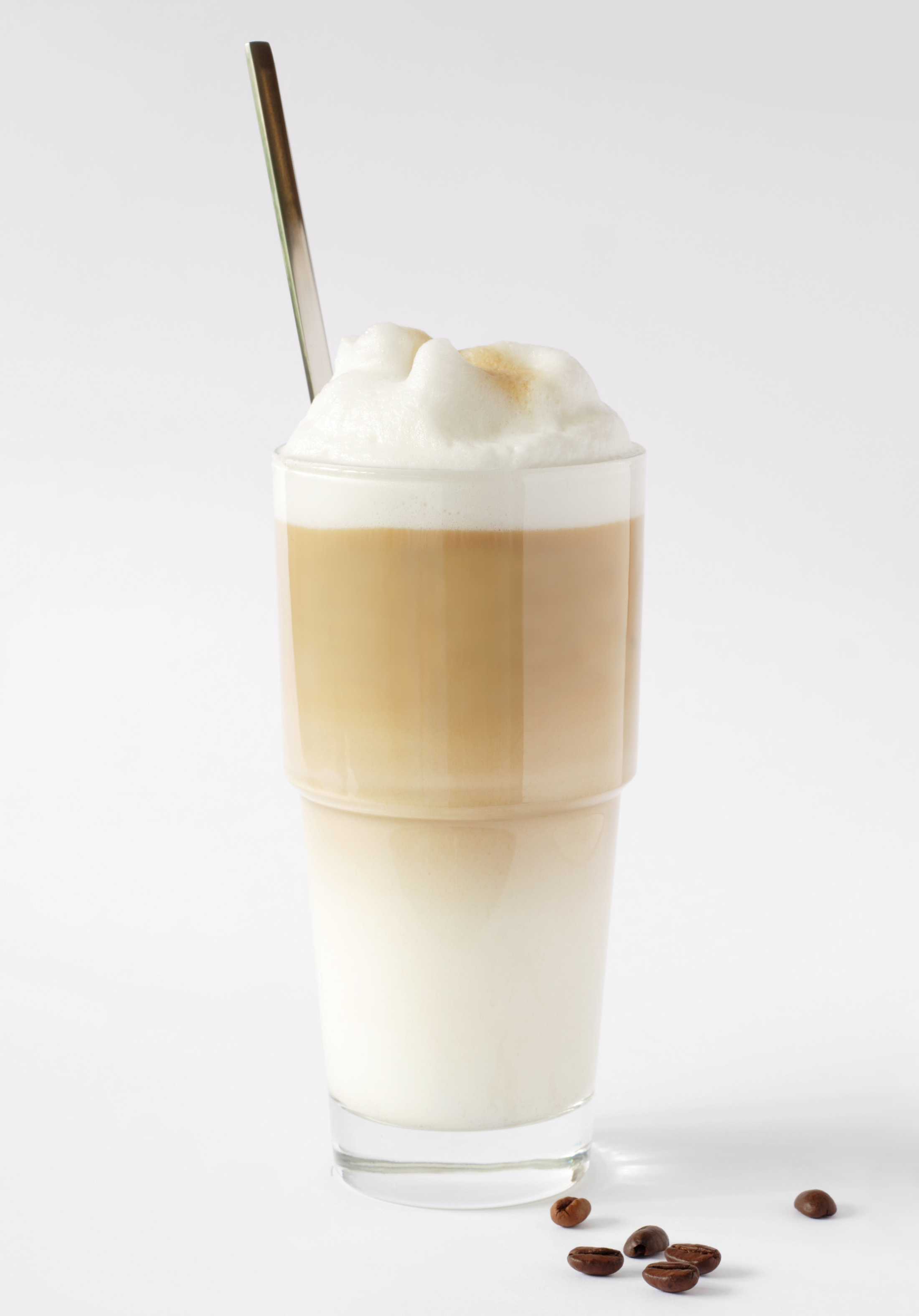
一杯拿铁玛琪雅朵

拿铁玛琪雅朵（義大利語發音：[ˈlatte makˈkjaːto]） 是一种咖啡饮料，字面含义是“沾污的牛奶”。这是因为在这种饮料的制作过程中，牛奶被浓缩咖啡所“沾污”。

## 相关饮料
拿铁玛琪雅朵与拿铁咖啡在几方面有着显著区别：首先，拿铁玛琪雅朵是将浓缩咖啡加入到牛奶中（而不是将牛奶加入到浓缩咖啡中）；第二，拿铁玛琪雅朵有更多的奶泡，而不是简单的热牛奶；第三，多数情况下只会用半份或更少的浓缩咖啡；第四，拿铁玛琪雅朵一般是一种分层的饮料，而不像拿铁咖啡那样是混在一起的。
简单地说，在一杯拿铁咖啡中所强调的是咖啡，而在拿铁玛琪雅朵中重点在于牛奶。
拿铁玛琪雅朵的名字中的“macchia”是指牛奶表面漂浮的咖啡油脂斑点，以此来明确界定这是拿铁玛琪雅朵而不是拿铁咖啡，因为在制作拿铁咖啡的过程中，传统上是先加浓缩咖啡后加牛奶，于是就不会出现“斑点”。

## 制作过程
一杯拿铁玛琪雅朵可以简单地通过以下方法制作：将牛奶打泡直到产生大量体积较大的奶泡，然后将其倒到一个容器中（一般是玻璃杯），然后加入浓缩咖啡。注意牛奶打泡最好是打出大量泡沫，这样才能产生显著较轻、较“干”的泡沫浮在液体牛奶上方，而不是像制作咖啡拉花中所用到的那种较“湿”的微泡沫。
另一种方法是将其制作成分层的饮料，方法是：在加入浓缩咖啡的时候，将浓缩咖啡温和地从奶油分离器中倾倒至勺背上，这样就会在下方密度大的液体牛奶和上方轻盈的奶泡之间形成分界。在这种方法中，玻璃杯对于分层是否显著可见至关重要。浓缩咖啡可以煮制到标准的小型咖啡杯或者烈酒杯中，然后迅速地倾倒进去，或者使用特制的奶油分离器来使倒入牛奶时分层变得更容易。